# Калантарян, Петрос Оганесович
Петро́с Огане́сович Калантаря́н (арм. Պետրոս Հովհաննեսի Քալանթարյան), также Петро́с Джугаеци́ — армянский врач XVIII века.

## Жизнь и деятельность
Родился 20 октября 1735 года, в Новой Джульфе. В 1748 году окончил местную армянскую школу, в 1751 году эмигрировал в Астрахань, оттуда в январе 1760 года уехал, через Москву, в Санкт-Петербург, к другу своего отца Авету Халдарову. Поступил в госпитальную школу Санкт Петербурга (ныне Военно-медицинская академия имени С. М. Кирова), который окончил в 1764 году, став таким образом первым армянским врачом, получившим российское образование. Девять лет проработал военным врачом. В 1773 году был демобилизован и переехал в Москву, где стал работать в Лазаревской гимназии. Был женат на некоей Шушан, также уроженке Новой Джульфы, имел дочь по имени Мариам. Дата смерти неизвестна, последние достоверные сведения датируются 1804 годом, когда он подарил своей дочери «Книгу скорбных песнопений» и, вместе с книгой, отправил ей письмо. По некоторым данным, Калантарян служил в российской армии во время Отечественной войны, и был ещё жив в 1824 году, но источники этих сведений остаются неясными.
В 1789 году написал медицинский труд «Краткий лечебник» (арм. Բժշկարան համառոտ), который был издан в 1793 году в Нор Нахиджеване. Труд в основном посвящён инфекционным, аллергическим, дерматологическим, психическим и нервным заболеваниям, но есть и другие разделы (например, о травмотологии). Состоит из двух частей — собственно лечебника и глоссария армянских, латинских, греческих, арабских, персидских и русских медицинских терминов. Был хорошо знаком с достижениями европейской медицины, но в некоторых случаях рекомендовал рецепты встречающиеся у средневековых армянских врачей (в частности, у Амирдовлата Амасиаци). Особое внимание обращал на лекарственные растения Армянского нагорья. В предисловии и послесловии содержатся автобиографические данные.